# Табаевка (Черниговская область)
Таба́евка (укр. Таба́ївка) — село Черниговского района Черниговской области Украины. Население 137 человек.
Код КОАТУУ: 7425581904. Почтовый индекс: 15511. Телефонный код: +380 462.

## История
У села Табаевка расположены три курганных группы X века, насчитывающие 93 кургана. Из них раскопан всего 21 курган. Большинство погребений совершены по обряду кремации. Среди погребального инвентаря – топоры, литейная форма и сбруйный набор с декором в «венгерском» стиле.
На противоположном берегу реки Белоус у села Рогощи расположено городище, которое отождествляется с летописным городом Оргощ.

## Власть
Орган местного самоуправления — Должикский сельский совет. Почтовый адрес: 15511, Черниговская обл., Черниговский р-н, с. Должик, ул. Любечская, 2.